# Yuki (chanteuse)
 (septembre 2019).
Si vous disposez d'ouvrages ou d'articles de référence ou si vous connaissez des sites web de qualité traitant du thème abordé ici, merci de compléter l'article en donnant les références utiles à sa vérifiabilité et en les liant à la section « Notes et références ».
Pour les articles homonymes, voir Yuki.
YUKI (ユキ), nom de scène de Yūki Kuramochi (倉持有希) née Yūki Isoya (磯谷 有希), est une chanteuse japonaise née le 17 février 1972.
Elle fut d'abord connue comme la chanteuse du groupe Judy and Mary, un groupe de punk rock très célèbre au Japon dans les années 1990. Le dernier album du groupe sortira en 2001 et il se séparera la même année.

## Biographie

### 2002-2003:Prismic,Communeet les débuts en solo
Après la séparation du groupe, elle entame une carrière solo au début de l'année 2002 avec le single à succès The end of shite. Son premier album Prismic sort le mois suivant et est couronné de succès. Le succès est tel que le titre 66db sort en single après la sortie de l'album, ce qui est rare au Japon[réf. nécessaire].
Son deuxième album Commune rencontrera un succès plus modéré.

### 2004-2010: Joy, Wave,Ureshikutte Dakiau yoet tournant pop
En 2005, elle opère un changement de style plus pop avec l'album Joy qui se traduit par un important succès commercial et se classe à la 1re place du top album, s'écoulant à plus de 343 000 exemplaires.
L'année suivante est celle de la confirmation avec Wave, qui sera l'album de Yuki le mieux vendu de sa carrière.
Après quatre ans sans album, elle publie en 2010 l'album Ureshikutte Dakiau yo précédé par 4 singles, qui se classe numéro un des ventes et commercialement demeure le troisième album studio de Yuki le mieux classé au classement de fin d'année d'Oricon.

### 2011-2012:megaphonicet10eanniversaire
En 2011, Yuki enchaîne rapidement avec un nouvel album intitulé megaphonic précédé par les singles Futari no Story, Himitsu et Hello!
Un nouveau succès qui se classe numéro un des ventes[réf. nécessaire], Yuki enchaîne donc cinq albums consécutif à la première place des charts.
Pour ses 10 ans de carrière est publié le best-of Powers of Ten ainsi qu'une compilation de ses B-Sides intitulée Between the Ten.

### 2013-2015:Flyet expérimentations musicales
En septembre 2014 sort son album Fly, qui surprend par son orientation musicale, Yuki expérimente de nouveaux horizons avec des sonorités plus hip/hop et soul en passant par le R&B, la techno et l'eurobeat. Les poses suggestives présentées par Yuki sur les visuels de l'album, notamment celui du 45 tours surprendront le public de l'artiste. Avec seize titres, il s'agit de l'album de la chanteuse comportant le plus de morceaux.
L'album est promu par les singles Watashi no Negaigoto sorti en 2012, Starmann en 2013 et Daredemo Lonely 2014. Fly se classe deuxième des ventes.

### 2015-2017:Mabataki,15eanniversaireet retour aux sources
Après avoir sorti les singles Tonight en 2015, Post ni Koe wo Nageirete en 2016 (générique de Pokémon, le film : Volcanion et la Merveille mécanique) et Sayonara Bystander (2017), elle fait son retour en mars 2017 avec l'album Mabataki (« Clin d'œil » en français), un album plus personnel que les précédents mais qui opère un retour aux sonorités pop des années 2005-2010. L'album sort en CD, en édition limitée CD/DVD, en vinyle (son second vinyle après celui de Fly) et pour la première fois en cassette audio, il se classera numéro 1 des ventes d'albums. Suivra le Blink Blink tour qui démarrera au mois d'avril.
Parallèlement, son contrat avec son label Sony prend fin le 30 septembre 2017, toutefois un nouveau single Flag o Tatero (enregistré avant la fin de son contrat) sortira au mois d'octobre.
En janvier 2018, le DVD live du Blink Blink Tour sort simultanément avec Suteki na 15 Sai, un nouveau best-of pour célébrer 15 ans de carrière.

### 2018-2019: forme
En septembre 2018, Yuki signe son retour avec le single Traumerei sorti dans les bacs, ce qui annonce la sortie de l'album Forme qui sort le 6 février 2019. C'est la première fois qu'un album de Yuki n'est exploité que par un seul single officiel (les titres Chiime et Yatara to Synchronicity sont sortis en tant que singles promotionnels). L'album se classera 5e des ventes lors de sa première semaine.
Elle a sorti 9 albums studios et vendu plus d'1 500 000 albums.

## Discographie
Yuki a sorti 9 albums studios, chacun exploité par plusieurs singles.
1. Prismic (27 mars 2002)
2. Commune (26 mars 2003)
3. Joy (23 février 2005)
4. Wave (6 septembre 2006)
5. Ureshikutte Dakiau yo (10 mars 2010)
6. Megaphonic (24 août 2011)
7. Fly (17 septembre 2014)
8. Mabataki (15 mars 2017)
9. Forme (6 février 2019)

### Compilations / Best-of
1. Five-star (10 mars 2007)
2. Powers of ten (1er février 2012)
3. Beetween the ten (07 novembre 2012)
4. Suteki na 15 Sai (すてきな15才) (31 janvier 2018)